# Haus im Wald

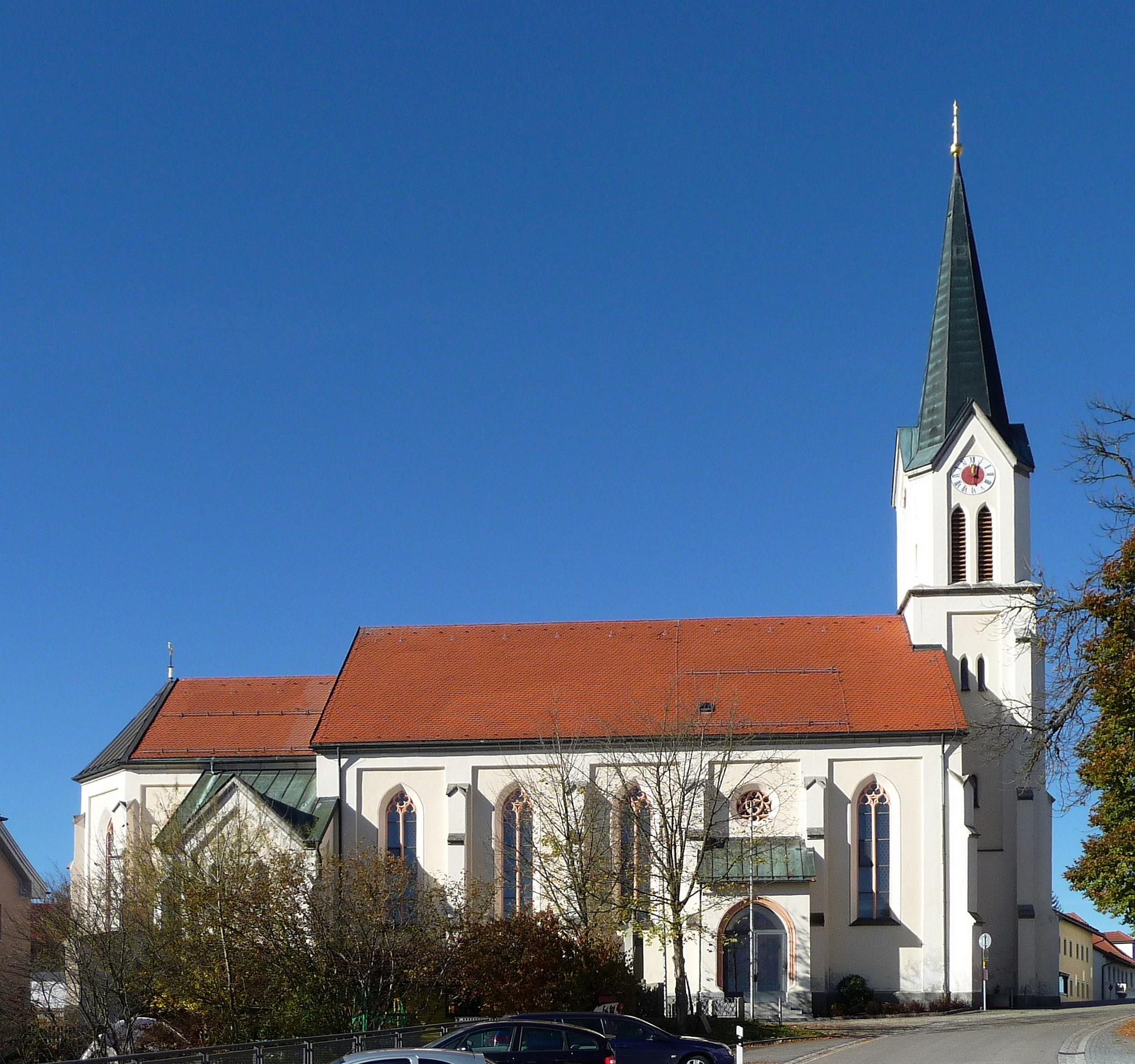
Die Pfarrkirche Hl. Herz Jesu

Haus im Wald (amtlich: Haus i.Wald) ist ein Ortsteil der niederbayerischen Stadt Grafenau im Landkreis Freyung-Grafenau. Bis 1978 war Haus im Wald auch eine selbstständige Gemeinde (bis 1951 als Gemeinde Furth).

## Lage
Haus liegt auf einer Anhöhe im Bayerischen Wald etwa sechs Kilometer südlich von Grafenau.

## Geschichte
Die Hofmark Haus bestand ursprünglich nur aus dem vermutlich im 13. Jahrhundert erbauten Schloss, in dessen Schutz sich die Ortschaft entwickelte. Ursprünglich hieß das auf einer Anhöhe gelegene Schloss „Veste Vurt“ nach der im Tal der Ilz liegenden Furt, um die sich die Ortschaft Furth entwickelte.
1510 brannte das Schloss ab und wurde 1551 wieder aufgebaut. In einem Lehensbrief aus dem Jahr 1550 taucht erstmals der Name „Hauß“ auf. 1726 wird eine Schlosskapelle erwähnt, 1862 richtete man im Schloss eine Schulkapelle ein. Die Expositur Haus wurde 1880 gebildet, 1885/86 die neugotische Kirche Hl. Herz Jesu erbaut, und 1896 folgte die Erhebung zur Pfarrei.
Der Sportverein Haus im Wald wurde 1946 gegründet. Am 1. August 1951 erhielt die Gemeinde Furth, die seit 1818 bestand, die Bezeichnung „Haus im Wald“, um Verwechslungen mit anderen Ortschaften zu vermeiden.

### Gebietsreform in Bayern
Die Gemeinden Heinrichsreit und Nendlnach wurden am 1. April 1971 im Rahmen der Gebietsreform eingegliedert. Am 1. Juli 1973 umfasste die Gemeinde folgende 16 Gemeindeteile: Haus i.Wald, Biberbach, Bibereck, Eiblöd, Ettlmühle, Furth, Furthhammer, Harretsreuth, Harschetsreuth, Haselbach, Heinrichsreit, Hörmannsberg, Nendlnach, Rentpoldenreuth, Scharrmühle und Stöckelholz. Am 1. Januar 1978 kam der größte Teil der Gemeinde Haus im Wald zu Grafenau. Die Ortschaften Biberbach, Bibereck, Rentpoldenreuth und Scharrmühle hingegen wurden nach Perlesreut umgegliedert.
Am 25. Mai 1987 hatte das Pfarrdorf 408 Wohnungen in 310 Gebäuden mit Wohnraum und 863 Einwohner. Die Pfarrgemeinde Haus im Wald zählte im Jahr 1989 1325 Katholiken.

## Bildung und Erziehung
Außer der Grundschule befindet sich im Ort der Kath. Kindergarten Hl. Familie.

## Unternehmen
International tätige Unternehmen wie die Zambelli Holding und die GREIPL Unternehmensgruppe haben jeweils seit Jahrzehnten ihren Hauptsitz in Haus im Wald.

## Vereine
- Freiwillige Feuerwehr Haus i. Wald, gegründet 1869
- Löschzug Haus i. Wald e. V.
- BRK Haus i. Wald
- Gartenbauverein Haus i. Wald
- Imkerverein Haus i. Wald
- Katholischer Frauenbund Haus i. Wald
- Musik- und Heimatverein Haus i. Wald
- Soldaten- und Kriegerverein Haus i. Wald
- VdK-Ortsverband Haus i. Wald
- Hofmark-Wanderer Haus i. Wald
- Sportverein Haus i. Wald